# Glenea x-nigrum
Glenea x-nigrum är en skalbaggsart som beskrevs av Aurivillius 1913. Glenea x-nigrum ingår i släktet Glenea och familjen långhorningar. Inga underarter finns listade i Catalogue of Life.